# Samirə Əfəndiyeva
Samira Efendiyeva (azeriül: Samirə Əfəndiyeva) (Baku, 1991. április 17. – ) azeri énekesnő. Ő képviselte volna Azerbajdzsánt a 2020-as Eurovíziós Dalfesztiválon, majd képviseli ténylegesen 2021-ben.

## Zenei karrierje
2006-tól 2010-ig tanult az Asəf Zeynallı Konzervatóriumban. 2009-ben részt vett a Yeni Ulduz énekversenyen.
2014-ben szerepelt az azeri eurovíziós  előadó választó műsorban, a Böyük Səhnə-ben, ahol a harmadik válogatóig jutott, onnan nem jutott tovább a döntőbe.
2015-ben jelentkezett a The Voice azeri első évadába, ahol a 2016. március 5-i döntőben ezüstérmes helyezést ért el. Ezután különböző énekversenyeken vett részt Kazahsztánban.
2020. február 28-án az azeri állami műsorsugárzó bejelentette, hogy Efendi képviseli hazáját az elkövetkezendő Eurovíziós Dalfesztiválon, Rotterdamban.
A dalt az előzetes sorsolás alapján először a május 12-i első elődöntő második felében adta volna elő, azonban március 18-án az Európai Műsorsugárzók Uniója bejelentette, hogy 2020-ban nem tudják megrendezni a versenyt a COVID–19-koronavírus-világjárvány miatt. Az azeri állami műsorsugárzó jóvoltából az énekesnő lehetőséget kapott az ország képviseletére a következő évben egy új versenydallal. A Mata Hari című dalával bejutott a döntőbe, és a huszadik helyen végzett.

## Diszkográfia

### Kislemezek
- Yarımın yarı (2019)
- Sen gelende (2019)
- Yol ayrıcı (2019)
- Cleopatra (2020)
- Mata Hari (2021)